# Replicars SA
Classic & Sports Replicars SA war ein südafrikanischer Hersteller von Pkw-Repliken. Der Firmensitz befand sich in Benoni, Gauteng. Der Markenname lautete Replicars. Die Verbindung zu Classic & Sports Replicars ist unklar.
Das Unternehmen bestand zwischen 2009 und 2013 und bot verschiedene Modelle an:
Cobra, Lotus 7, (Porsche) Speedster, (Porsche) 550 Spyder, (Porsche) 718 Spyder, Salamander (VW Buggy), Razzo (Roadster), Freeranger (Jeep-Replica), Lynx / Griffin Roadster und Rotrax (Geländewagen).
Ein Teil der Modelle war vom Kit Car Centre übernommen worden, das 2003 seinen Betrieb eingestellt hatte.